# Micropterix wockei
Micropterix wockei là một loài bướm đêm thuộc họ Micropterigidae. Nó được Staudinger miêu tả năm 1871. Loài này có ở Hy Lạp.
Chiều dài cánh trước là 3.4 mm đối với con đực và 4.2 mm đối với con cái.